# Squalus albifrons
Squalus albifrons é uma espécie de tubarão da família Squalidae. A espécie foi proposta em 1994 como Squalus "sp. nov. B", sendo descrita formalmente apenas em 2007.
É endémica da Austrália, onde pode ser encontrada no leste, entre Townsville, Queensland (ca. 17° S), e Ulladulla, sul de Nova Gales do Sul (ca. 35° S). Habita o mar aberto à profundidades de 131 a 450 metros.